# Calycopsis chuni
Calycopsis chuni is een hydroïdpoliep uit de familie Bythotiaridae. De poliep komt uit het geslacht Calycopsis. Calycopsis chuni werd in 1911 voor het eerst wetenschappelijk beschreven door Vanhöffen. 